# 대전성남초등학교
대전성남초등학교는 대한민국 대전광역시 동구에 있는 공립 초등학교이다.

## 학교 연혁
- 1952년 4월 15일 대전홍도국민학교로 개교(삼성에서 분리)
- 1962년 9월 10일 대전성남국민학교로 교명 개칭
- 1962년 11월 1일 대전가양국민학교 분리(15학급)
- 1964년 3월 9일 대전오정국민학교 분리(2학급)
- 1968년 9월 1일 대전현암국민학교 분리(10학급)
- 1996년 3월 1일 대전성남초등학교로 개칭
- 1997년 4월 10일 본관 교사 21실 개축
- 2002년 3월 1일 시지정 영어 시범학교(2년간)
- 2002년 12월 10일 3동교사 6개 교실 증축
- 2003년 9월 5일 병설유치원 개원(교육·보육 통합형)
- 2004년 3월 1일 시지정 숲 가꾸기 시범학교(2년간)
- 2006년 2월 6일 본관 승강기 설치
- 2007년 3월 1일 교원 능력 개발 시범학교(1년간)
- 2008년 3월 1일 21학급 편성(특수학급 2학급), 유치원 1학급
- 2009년 3월 1일 20학급 편성(특수학급 2학급), 유치원 1학급
- 2010년 3월 1일 20학급 편성(특수학급 2학급), 유치원 1학급
- 2011년 2월 28일 e-러닝 선도학교
- 2011년 3월 1일 22학급 편성(특수학급 2학급), 유치원 1학급
- 2012년 2월 17일 제60회 졸업(19,698명)
- 2012년 3월 1일 23학급 편성(특수학급 2학급), 유치원 1학급
- 2013년 2월 15일 제61회 졸업(19,784명)
- 2013년 3월 1일 28학급 편성(특수학급 2학급), 유치원 1학급
- 2013년 3월 4일 학력향상형 창의경영학교 교육부지정 연구학교(2년)
- 2013년 10월 8일 다목적 강당 준공
- 2014년 2월 14일 제62회 졸업(총 19,872명)
- 2015년 2월 13일 제63회 졸업(총 19,974명)
- 2015년 3월 1일 29학급 편성(특수학급 2학급 포함), 유치원 1학급 편성
- 2015년 3월 1일 "교육과정(SW교육)운영" 대전광역시교육청 연구학교지정(2년)

## 참고 자료
- 대전성남초등학교 - 한국교육학술정보원 학교알리미